# Leopold Rzodkiewicz
Leopold Kazimierz Rzodkiewicz (ur. 4 maja 1960 r. w Pobiednej) – polski duchowny katolicki, doktor teologii, patrolog, były rektor Wyższego Seminarium Duchownego w Legnicy, Prałat Domowy Jego Świętobliwości, Kanonik Gremialny Kapituły Katedralnej Legnickiej, wykładowca Papieskiego Wydziału Teologicznego we Wrocławiu, członek Rady Kapłańskiej, przewodniczący Bratniej Pomocy Kapłańskiej w diecezji legnickiej.

## Życiorys
Urodził się 4 maja 1960 r. w Pobiednej jako syn Franciszka i Marii z domu Pik. Sakrament chrztu przyjął 14 sierpnia 1960 r. w parafii Podwyższenia Krzyża Świętego w Świeradowie Zdroju. W 1964 r. jego rodzina przeprowadziła się do Zgorzelca, gdzie w latach 1967-1975 uczęszczał do Szkoły Podstawowej. Szkołę średnią ukończył w Technikum Energetycznym w Zgorzelcu. Zaraz po otrzymaniu świadectwa dojrzałości w 1980 r. wstąpił do Wyższego Seminarium Duchownego we Wrocławiu. Sakrament święceń otrzymał 25 maja 1986 r. z rąk kard. Henryka Gulbinowicza w Katedrze Wrocławskiej. Po święceniach został wikariuszem w parafii św. Jerzego w Wałbrzychu. W 1987 r. został skierowany na studia specjalistyczne na Katolickim Uniwersytecie Lubelskim w Instytucie Historii Kościoła, sekcja patrologia. W 1991 r. obronił doktorat z patrologii na podstawie pracy Chrystus przepowiadany Hellenom w pismach Klemensa Aleksandryjskiego, której promotorem był ks. doc. Franciszek Drączkowski. Jednocześnie studiował język grecki na Wydziale Filologii Klasycznej. W latach 1995–2013 był rektorem Wyższego Seminarium Duchownego w Legnicy. Obecnie wikariusz biskupi ds. duchowieństwa w diecezji legnickiej.

## Publikacje
- Jezus Chrystus w kulturze antycznej : stanowisko Klemensa Aleksandryjskiego, Legnica – Wrocław 1999.
- Kierownictwo duchowe dorastającej młodzieży, Wrocław 1986.